# Feuerwehr Kassel

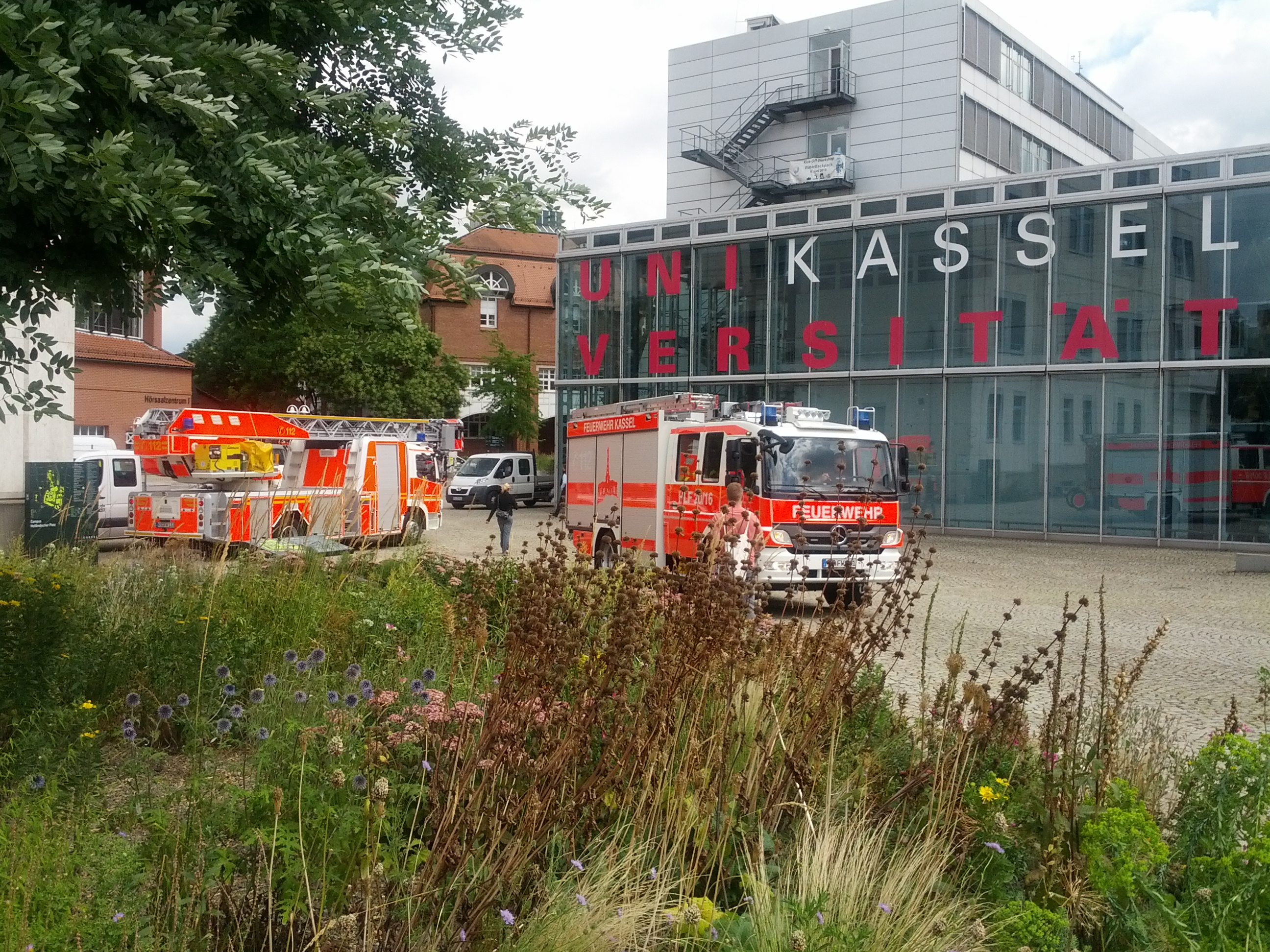
Feuerwehreinsatz auf dem Campus der Universität Kassel im August 2013, DLA (K) 23/12 und HLF 20/16

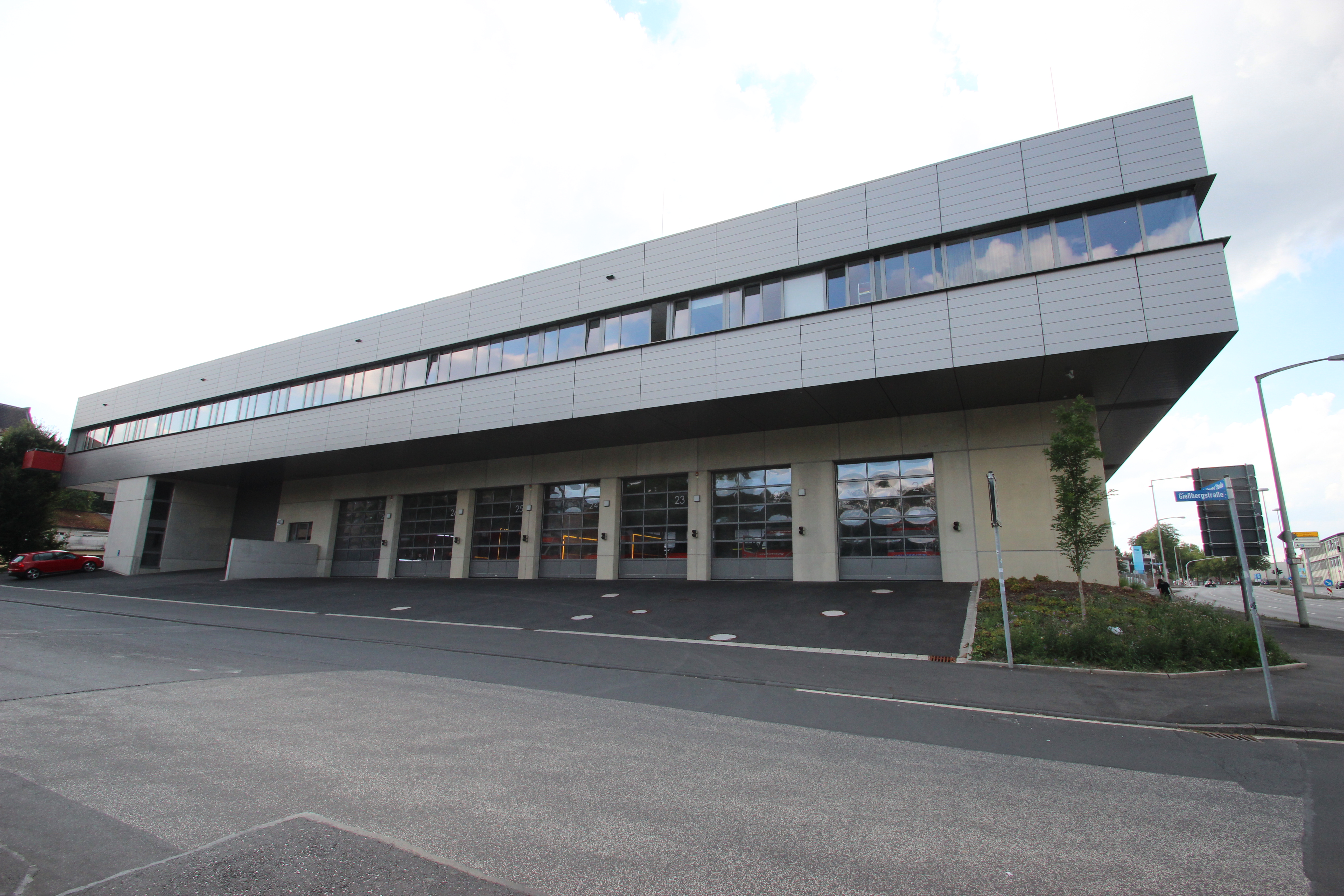
Feuerwache 1

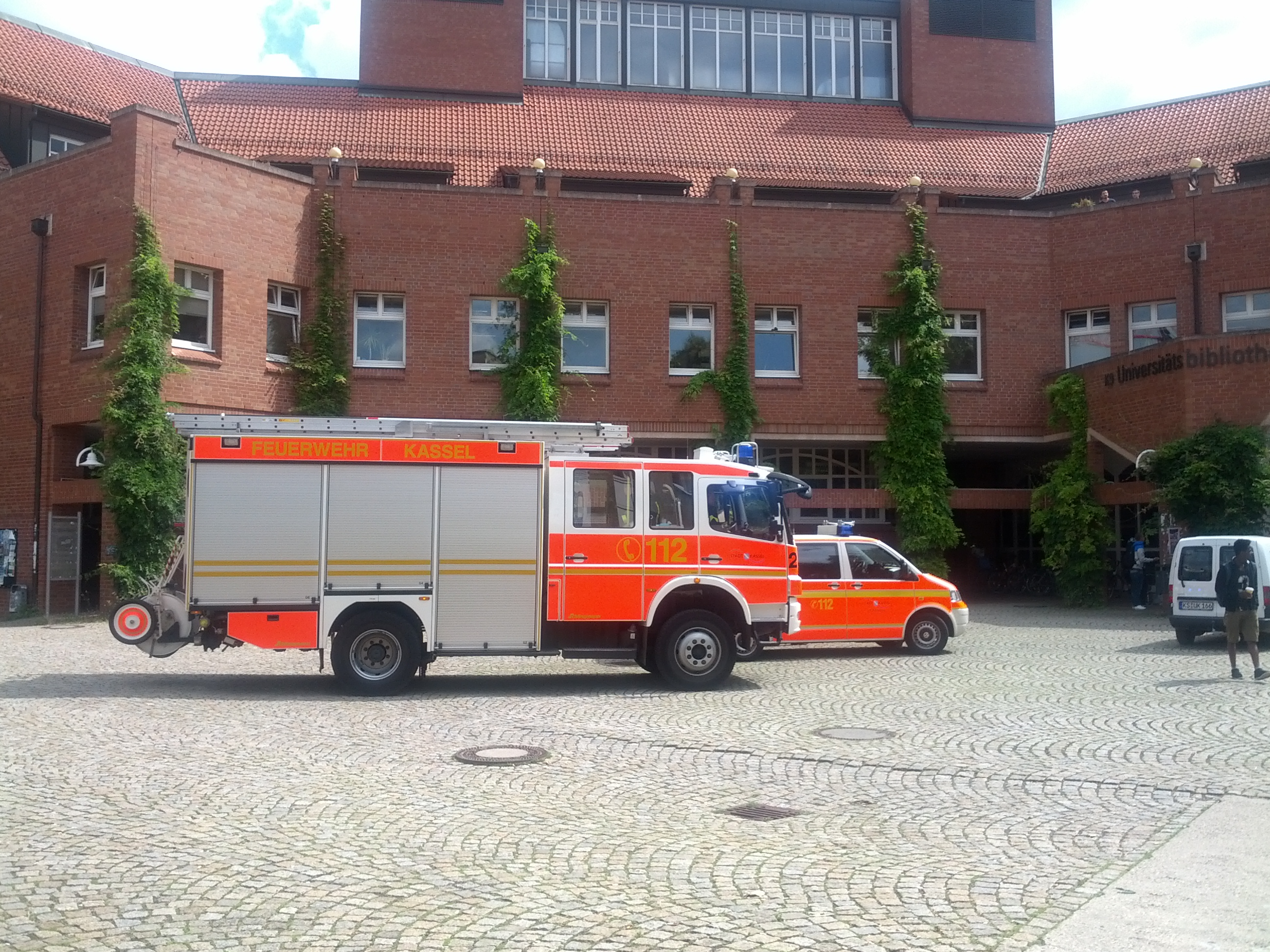
Feuerwehreinsatz auf dem Campus der Universität Kassel im August 2013, ELW 1 und HLF 16/12

Die Feuerwehr Kassel ist die öffentliche Feuerwehr der Stadt Kassel gemäß Hessischem Brand- und Katastrophenschutzgesetz (HBKG) und besteht aus einer Berufsfeuerwehr mit zwei Standorten und sieben Freiwilligen Feuerwehren.
Die Aufzeichnungen über ein organisiertes Feuerlöschwesen in Kassel gehen bis ins 16. Jahrhundert zurück, als durch die Einwohner der Stadt Feuerlöschmannschaften gebildet wurden.

## Geschichte
Die Berufsfeuerwehr Kassel wurde im Jahr 1891 gegründet: Der aus Berlin stammende Heinrich Schmidtkunz wurde zum ersten Leiter ernannt. Die Feuerwehr befand sich damals in der Mauerstraße. 1899 wurde in der alten Stadtkaserne an der Luisenstraße eine zweite Feuerwache errichtet. 1907 wurde die neue Hauptfeuerwache in der Westerburgstraße in Betrieb genommen.
Im Jahr 1914 wurde das letzte pferdebespannte Fahrzeug außer Dienst gestellt und alle Fahrzeuge wurden auf Automobile umgestellt. Damit zählte die Berufsfeuerwehr Kassel zu den modernsten im Deutschen Reich.
Nach dem Zweiten Weltkrieg wurde durch die US-amerikanische Militärregierung die Wiederaufstellung einer einsatzfähigen Feuerwehr gefordert. Daraufhin wurde die in der Brandnacht von Kassel zerstörte Feuerwache in der Westerburgstraße wiederaufgebaut und es wurden neue Fahrzeuge angeschafft.
1970 wurde nach sechsjähriger Bauzeit die Feuerwache 1 an der Wolfhager Straße eingeweiht und in Betrieb genommen. Der Standort Westerburgstraße wurde aufgegeben. 1981 wurde die Feuerwache 2 an der Heinrich-Schütz-Allee in Betrieb genommen.
Im Jahr 1991 feierte die Berufsfeuerwehr Kassel ihr 100-jähriges Bestehen.
Im Jahr 2007 wurde durch den hessischen Innenminister Volker Bouffier die neue Leitfunkstelle an der Feuerwache 1 eingeweiht, die als gemeinsame Leitstelle von Stadt und Landkreis Kassel neben den Einsätzen der Feuerwehr und des Rettungsdienstes der Stadt Kassel auch für die Disponierung der Einsätze des Landkreises Kassel zuständig ist.
Im Jahr 1874 fand der 9. Deutsche Feuerwehrtag in Kassel statt.

## Berufsfeuerwehr
Die Berufsfeuerwehr der Stadt Kassel versieht ihren Dienst von zwei Feuerwachen aus. Die Feuerwache 1 befindet sich in der Wolfhager Straße 25 im Kassels Stadtzentrum. Die Feuerwache 2 befindet sich in der Heinrich-Schütz-Allee in Kassel-Wilhelmshöhe, direkt neben der Hessischen Landesfeuerwehrschule.
Auf der Feuerwache 1 befinden sich die meisten Werkstätten, hier steht auch die Leitfunkstelle Kassel, deren Neubau im Jahr 2007 in Betrieb genommen wurde. Ebenso sind auf der Feuerwache 1 die meisten Sonderfahrzeuge stationiert, hierzu zählen u. a. folgende Abrollbehälter: AB-Atemschutz, der AB-Umwelteinsatz, der AB-San, der AB-Strom und der AB-Rüst.
Von November 2009 bis Juli 2014 wurden grundlegende Sanierungsarbeiten, Erweiterungen und Modernisierungen durchgeführt.
Auf der Feuerwache 2 ist das Sachgebiet Ausbildung und die Abteilung Vorbeugender Brandschutz angesiedelt.
Weiterhin stellt die Feuerwehr Kassel vier Rettungswagen, von denen jeweils zwei auf jeder Berufsfeuerwehrwache stationiert sind.
Auf beiden Feuerwachen wird jeweils ein Rettungswagen durch Beamte und einer durch Rettungsdienstpersonal besetzt. Die beiden durch Beamte besetzten Rettungswagen und der durch Angestellte auf der Feuerwache 1 besetzte Rettungswagen sind 24 Stunden lang besetzt. Der durch Angestellte besetzte Rettungswagen der Feuerwache 2 wird im Tagdienst besetzt.
Ein Notarzteinsatzfahrzeug wird seit dem 1. Januar 2011 von der Feuerwache 2 aus betrieben. Ein weiteres Notarzteinsatzfahrzeug im Tagesdienst rückt seit Juni 2017 von der Feuerwache 1 aus. Das Personal (Rettungsassistent) wird von der Berufsfeuerwehr gestellt. Der Standort am Elisabeth-Krankenhaus wird seitdem vom ASB Kassel rund um die Uhr besetzt. Der Standort am Klinikum wurde an das DRK Kassel abgegeben.
Die Amtsleitung bilden zurzeit Tobias Winter und sein Stellvertreter, Thomas Schmidt. Winter löste damit Norbert Schmitz als Amtsleiter ab.
| Wache | Adresse                               | Fahrzeuge |
| ----- | ------------------------------------- | --- |
| 1     | Wolfhager Str. 25 34117 Kassel        | ELW 1, ELW 2, KdoW Zivilschutz, 4 KdoW, 3 HLF, TLF, RW, 2 DLA-K 23/12, GW-Wasserrettung, GW-ABC-Erkundung, GW-Dekon-P, 2 Lkw, GW-L, GW-IuK, FWK, 5 WLF mit AB-Umwelteinsatz/AB-Sanität/AB-Atemschutz-Strahlenschutz/AB-Rüst/AB-Kranzubehör/AB-Sonderlöschmittel/AB-Ölsperre/AB-Teleskoplader/AB-Dekon/AB-Strom/AB-Löschwasserversorgung, Anh. Feuerwehrboot, Versicherungsanhänger, MZF Teleskoplader, 2 MTF, NEF, 4 RTW, S-RTW, Pkw Amtsleitung, 4 Pkw, Werkstattfahrzeug |
| 2     | Heinrich-Schütz-Allee 60 34134 Kassel | ELW 1, 3 HLF, TLF, DLA-K 23/12, MTF, NEF, 2 RTW |

## Freiwillige Feuerwehren
Zusätzlich zur Berufsfeuerwehr gibt es in Kassel die Freiwilligen Feuerwehren Bettenhausen/Forstfeld, Harleshausen, Niederzwehren, Oberzwehren, Waldau, Nordshausen/Brasselsberg und Wolfsanger.
Die Arbeit im Brand- und Katastrophenschutz wird hauptsächlich durch die Berufsfeuerwehr wahrgenommen. Allerdings wird je nach Einsatzstichwort automatisch die Freiwilligen Feuerwehr in dem jeweiligen Stadtteil dazu alarmiert. Die Freiwilligen Feuerwehren werden über Funkmeldeempfänger und Telefonalarmierung in Einsatzbereitschaft versetzt.
Weiterhin spielen die Freiwilligen Feuerwehren eine wichtige Rolle im Gefahrgut-Konzept der Feuerwehr Kassel. Bei einem Gefahrgut-Einsatz werden die Freiwilligen Feuerwehren entsprechend ihrer im Konzept festgelegten Funktion im ersten Abmarsch mitalarmiert und ergänzen so die Kräfte der Berufsfeuerwehr.
Auch führen die Freiwilligen Feuerwehren und die Berufsfeuerwehr die Brandsicherheitswachdienste in den Kasseler Versammlungsstätten durch.
Die Berufsfeuerwehr betreut das Staatstheater, während die anderen Veranstaltungen unter den Freiwilligen Feuerwehren aufgeteilt werden.

Geleitet wird die Freiwillige Feuerwehr durch den Stadtbrandinspektor Kai Knierim und seinem Stellvertreter Michael Motz.

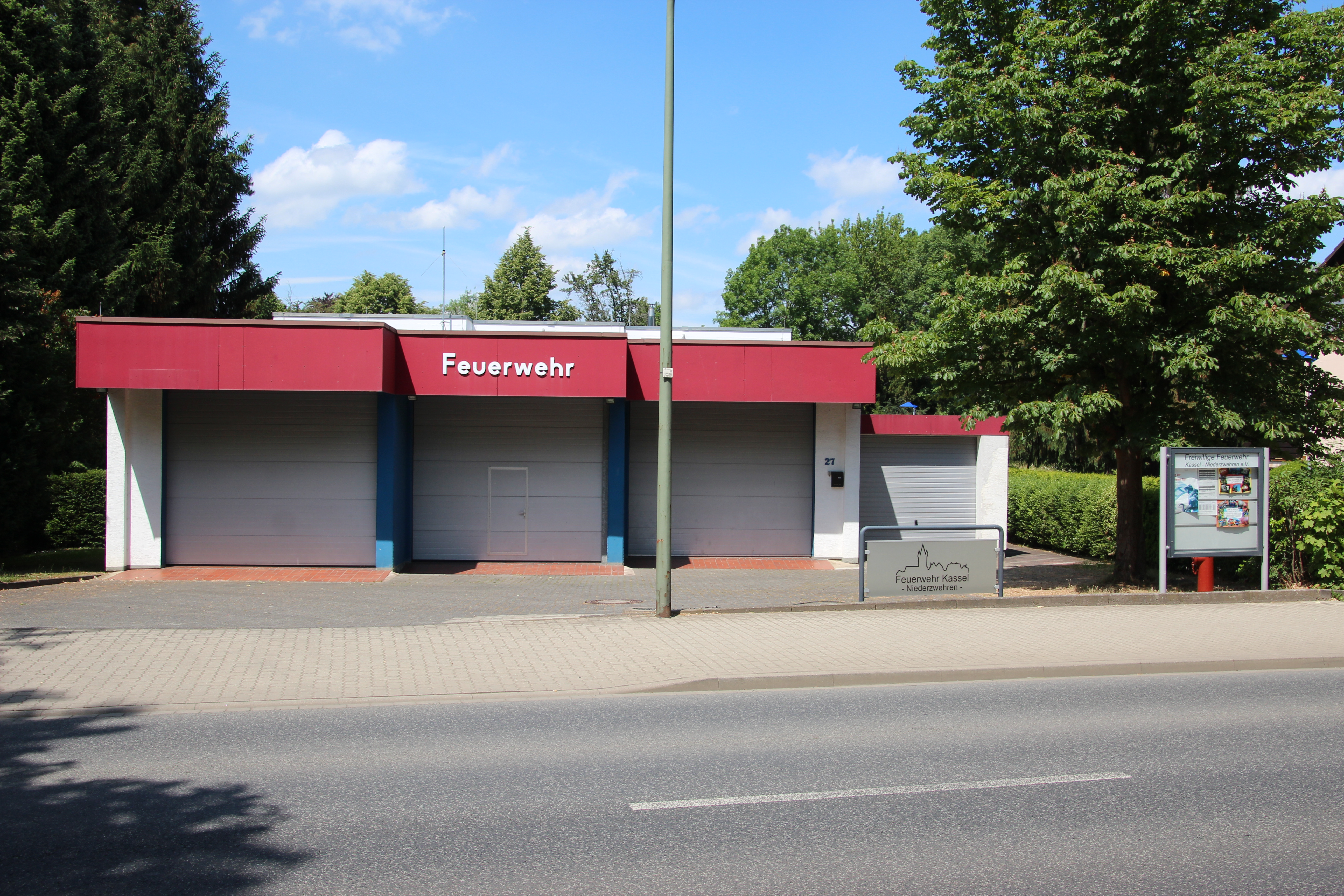
Freiwillige Feuerwehr Niederzwehren

| Standort                      | Adresse                                  | Fahrzeuge                                    |
| ----------------------------- | ---------------------------------------- | -------------------------------------------- |
| FF Bettenhausen/Forstfeld (3) | Faustmühlenweg 31 34123 Kassel           | MTF, LF 16/12 KatS, LF 10/6                  |
| FF Harleshausen (4)           | Am Schulhof 5 34128 Kassel               | MTF, LF 10/6 KatS, RW, SW KatS               |
| FF Niederzwehren (5)          | Dennhäuser Str. 27 34134 Kassel          | MTF, LF 16/12, GW-N, GW-HW KatS              |
| FF Oberzwehren (6)            | Sinningshof 3 34132 Kassel               | MTF, LF 20 KatS, TLF 16/24                   |
| FF Waldau (7)                 | Waldemar-Petersen-Straße 47 34123 Kassel | MTF, LF 10/6 KatS, RW KatS                   |
| FF Nordhausen (8)             | Korbacher Str. 237 34132 Kassel          | MTF, LF 10, LF 8/6                           |
| FF Wolfsanger (9)             | Fuldatalstraße 60 34125 Kassel           | MTF, LF 16/12, LF 20 KatS, WLF, AB-Gefahrgut |

## Jugendfeuerwehr
Jeder Freiwilligen Feuerwehr gehört jeweils eine Jugendfeuerwehr an. In diesen Abteilungen können alle interessierten Mädchen und Jungen im Alter zwischen zehn und 17 Jahren erste Erfahrungen im Brandschutz sammeln und werden somit umfangreich auf eine spätere Tätigkeit in den jeweiligen Einsatzabteilungen vorbereitet. Neben der feuerwehrtechnischen Ausbildung steht jedoch die Jugendarbeit im Vordergrund. Verschiedene Aktivitäten wie Fußballturniere, Zeltlager, Ausflüge und Kameradschaftsabende vermitteln den Jugendlichen elementare Eigenschaften wie Kameradschaft und Teamfähigkeit. Da die Jugendlichen stark in die Vorbereitung der Dienste und sonstigen Aktivitäten eingebunden werden, lernen sie auch schon früh, Verantwortung zu übernehmen und selbstständiges Organisieren.

## Kinderfeuerwehr
Seit 2009 unterhält die Freiwillige Feuerwehr Nordshausen-Brasselsberg als erster Standort in Kassel auch eine Kinderfeuerwehr, in der Kinder von sechs bis zehn Jahren bereits frühzeitig an die Feuerwehren gebunden werden sollen, um so den Nachwuchs für die Jugendfeuerwehr zu sichern.